# 페이퍼 컴퍼니
페이퍼 컴퍼니(영어: paper company)는 등기로는 설립되어 있지만, 사업 활동의 실태가 없는 회사를 막연히 가리키는 속어이다. 비슷한 단어로 유령 회사 또는 더미 회사가 있다. 페이퍼 컴퍼니는 한국어식 또는 일본어식 영어이며, 영어로는 셸 코퍼레이션(shell corporation) 등으로 불리며, 영어로 페이퍼 컴퍼니는 제지회사를 의미한다.
페이퍼 컴퍼니는 종종 세금 회피 목적을 위해 이용될 수있다.

## 사례
2015년, 제주도의 공인회계사 A모씨는 3개의 유령 컨설팅 회사를 설립했다. 2015년 7월부터 2016년 7월까지 1년 동안 부동산 업자들을 대상으로 허위 세금계산서를 발생, 양도소득세를 대리 신고하는 수법으로 3억1000만원 상당의 세금을 탈루했다. 제주지방법원은 조세범처벌법 위반 혐의로 기소된 A씨(45)에게 징역 1년6월에 집행유예 3년을 선고하고 240시간의 사회봉사를 명령했다.
홍콩이나 싱가포르 등에는 조세 회피처 페이퍼 컴퍼니 설립을 대행해 주는 브로커 시장이 있다. 해외 브로커와 이들과 연결된 한국내 조력자들이 부자들에게 접근해서 역외 탈세 방법을 컨설팅해 주거나 역외 회사 설립을 대행해 주고 몇백만원의 수수료를 받는다. 유령회사인 컨설팅 회사를 설립해서, 허위로 거액의 컨설팅 용역을 발주해 그 비용을 소득에서 뺀 다음 소득이 적은 것으로 국세청에 소득세 신고를 하는 방식은, 비교적 최근의 탈세 방식이다.
미국은 영국에 본부를 둔 세금정의 네트워크가 2015년 가을 선정한 '세계의 최고 조세회피처 톱 10' 가운데 1위 스위스, 2위 홍콩에 이어 3위로 선정됐을 정도로 유명한 조세 회피처다.
2019년 3월 8일, 경향신문은 가수 승리(본명 이승현·29)가 유인석(34) 유리홀딩스 대표 등과 함께 홍콩에 설립한 투자회사 BC홀딩스가 유령회사일 가능성이 있다고 보도했다.
홍콩에 유령회사를 설립하는데는 2주일이 걸리는데, 돈세탁의 필요성이 갑자기 생겨서 2주일을 기다릴 여유가 없는 경우에는 수수료를 더 내고 미리 설립되어 있는 유령회사를 인수하는 방식도 가능하다.

## 같이 보기
- 조세 피난처
- 유령 회사
- 파나마 문서
- 바하마 문서
- 표면단체
- 지주회사
- 돈세탁
- 역외회사
- 역외 금융 센터
- 가격 투명성